# Уденгатан
Уденгатан (швед. Odengatan) — улица в районах Васастан и Эстермальм в центре Стокгольма. Проходит от улицы Вальхаллавеген к железнодорожной станции Стокгольмская восточная станция через площадь Уденплан и Васапарк до сквера Санкт-Эриксплан. Ширина улицы около 10 метров, длина — 1850 метров.
Улица получила название в 1885 году в честь верховного божества скандинавского языческого пантеона Одина, так как в то время в обществе наблюдался большой интерес к скандинавской мифологии. Первоначально название произносилось как Удингатан. Предложенное другое название — бульвар Ространд не нашло поддержки у горожан. На улице была высажена аллея из 148 лип.

## Некоторые здания на улице
№ 1 — Арведсонский институт гимнастики.
№ 3 — Посольство Бразилии.
№ 5 — Посольство Латвии.
№ 20 — Церковь Святого Георгия — православная.
№ 27 — Линдквистская кондитерская.
№ 30 — Аптека Морден.
№ 31 — Первый кооператив в Швеции с самообслуживанием, открытый в 1941 году.
№ 51 — Стокгольмская общественная библиотека.
№ 59 — Международная библиотека. — Филиал Стокгольмской общественной библиотеки.
№№ 64-66 — Церковь Густава Васы  — лютеранская.
№ 69 — медицинский центр "Уденплан"
№№ 80-82 Высшая школа для девочек Васа.
№ 81 —  Интиман — театр.